# Costumbres
Costumbres (spanisch für „Gewohnheiten“) ist ein Lied des mexikanischen Singer-Songwriters Juan Gabriel, das erstmals 1984 auf dem Album Canta A Juan Gabriel Volumen 6 der mit Gabriel befreundeten spanischen Sängerin Rocío Dúrcal veröffentlicht wurde. Gabriel sang das Lied bei mehreren seiner Livekonzerte.

## Inhalt
Das Lied erzählt von einem ehemaligen Paar, das keine Liebe mehr füreinander empfindet und sich getrennt hat, aber doch nicht voneinander loskommt. Während der Protagonist davon berichtet, dass sein Partner nur noch negative Gefühle für ihn empfindet, fühlt er selbst überhaupt nichts mehr und empfindet das als schlimmer. Doch alles ändert nichts an der Tatsache, dass beide sich vermissen und so gipfelt das Lied in der Feststellung, dass die Gewohnheit stärker ist als die Liebe (No cabe duda que es verdad que la costumbre es más fuerte que el amor).

## Coverversionen
Das Lied wurde von zahlreichen Künstlern gecovert. So zum Beispiel existiert eine erst 1996 nach ihrem Tod veröffentlichte Version von Selena Quintanilla-Pérez und eine Veröffentlichung von La India aus dem Jahr 1997.
In den letzten Jahren gab es weitere viel beachtete Coverversionen von Manuel Medrano, Pepe Aguilar und Natalia Jiménez, deren Version bei YouTube bereits knapp 20 Millionen Mal abgerufen wurde.